# The Clutha
The Clutha fue una banda de música tradicional escocesa y música folk, fundada en Glasgow en 1964. Su nombre proviene del nombre en latín del río Clyde, que a su vez deriva de su nombre en cúmbrico, Cluaidh. Su formación original estaba integrada por Gordeanna McCulloch (voz) John Eaglesham (voz y concertina), fallecido en 2014; Erlend Voy (voz, violín y concertina), Calum Allan (violín) y Ronnie Alexander (voz y guitarra), fallecido en marzo de 2017.
Tres de sus componentes originales eran bibliotecarios en la biblioteca Mitchell de Glasgow, de cuyo archivo rescataron canciones largo tiempo olvidadas que acabaron adaptando e incorporando a su repertorio. Publicaron su primer disco en 1965 con el título Gordeanna McCulloch:New voices from Scotland, al que seguiría Scotia!, en 1971 y The Streets of Glasgow, en 1973. Gordeanna McCulloch se retiró de la formación en 1984 por motivos familiares pero siguió manteniendo buenas relaciones y colaborando ocasionalmente con el grupo, como en la grabación de su sexto y último disco, On The Braes, editado en 2001. 

## Discografía
- Gordeanna McCulloch: New Voices from Scotland (Topic Records 12T133, 1965)
- Scotia! (1971, Argo ZFB18 stereo)
- The Streets of Glasgow (Topic Records 12TS226, 1973)
- Scots Ballads Songs & Dance Tunes (1974, Topic Records 12TS242 stereo)
- The Bonnie Mill Dams (Topic Records 12TS330, 1977)
- On The Braes (2001)